# Åsträsk
Åsträsk är en ort i Burträsks socken, Skellefteå kommun, invid Stambanan genom övre Norrland och vägen mellan Burträsk och Kalvträsk.
Ortens järnvägsstation betjänade tidigare Burträsks tingslag. Stationshuset var byggt enligt Byskemodellen.
Jägaren och entreprenören Samuel Anklew är uppvuxen i byn.